# Marie Laissus
Marie Laissus (ur. 7 lutego 1978 w Moûtiers) – francuska snowboardzistka. Zajęła 8. miejsce w snowcrossie na igrzyskach w Turynie. Na mistrzostwach świata najlepszy wynik uzyskała na mistrzostwach w Madonna di Campiglio, gdzie zajęła 4. miejsce w snowcrossie. Najlepsze wyniki w Pucharze Świata osiągnęła w sezonie 2000/2001, kiedy to zajęła 15. miejsce w klasyfikacji generalnej, a w klasyfikacji snowcrossu była trzecia. W sezonie 2001/2002 była druga w klasyfikacji snowcrossu.
W 2006 r. zakończyła karierę.

## Sukcesy

### Igrzyska olimpijskie
| Miejsce | Dzień     | Rok  | Miejscowość | Konkurencja    | Zwycięzca     |
| ------- | --------- | ---- | ----------- | -------------- | ------------- |
| 8.      | 17 lutego | 2006 | Turyn       | Snowboardcross | Tanja Frieden |

### Mistrzostwa Świata
| Miejsce | Dzień       | Rok  | Miejscowość          | Konkurencja    | Zwycięzca          |
| ------- | ----------- | ---- | -------------------- | -------------- | ------------------ |
| 6.      | 17 stycznia | 1999 | Berchtesgaden        | Snowboardcross | Julie Pomagalski   |
| 4.      | 28 stycznia | 2001 | Madonna di Campiglio | Snowboardcross | Karine Ruby        |
| 10.     | 19 stycznia | 2003 | Kreischberg          | Snowboardcross | Karine Ruby        |
| 15.     | 16 stycznia | 2005 | Whistler             | Snowboardcross | Lindsey Jacobellis |

### Puchar Świata

#### Miejsca w klasyfikacji generalnej
- 1997/1998 – 127.
- 1998/1999 – 35.
- 1999/2000 – 20.
- 2000/2001 – 15.
- 2001/2002 – –
- 2002/2003 – –
- 2003/2004 – –
- 2004/2005 – –
- 2005/2006 – 35.

#### Miejsca na podium
1. Zell am See – 3 grudnia 1999 (Snowcross) – 1. miejsce
2. Morzine – 8 stycznia 2000 (Snowcross) – 2. miejsce
3. Gstaad – 20 stycznia 2000 (Snowcross) – 3. miejsce
4. Sapporo – 20 lutego 2000 (Snowcross) – 3. miejsce
5. Whistler – 8 grudnia 2000 (Snowcross) – 3. miejsce
6. Kronplatz – 19 stycznia 2001 (Snowcross) – 3. miejsce
7. Tignes – 17 listopada 2001 (Snowcross) – 1. miejsce
8. Ruka – 15 marca 2002 (Snowcross) – 1. miejsce
9. Valle Nevado – 12 września 2002 (Snowcross) – 3. miejsce
10. San Candido – 29 stycznia 2003 (Snowcross) – 2. miejsce
11. Whistler – 11 grudnia 2003 (Snowcross) – 3. miejsce
12. Jōetsu – 26 lutego 2004 (Snowcross) – 3. miejsce
13. Mount Bachelor – 6 marca 2004 (Snowcross) – 2. miejsce
14. Valle Nevado – 17 września 2005 (Snowcross) – 3. miejsce
15. Saas-Fee – 22 października 2005 (Snowcross) – 1. miejsce

- W sumie 4 zwycięstwa, 3 drugie i 8 trzecich miejsc.